# حملة الساحل الشمالي الشرقي
وقعت حملة الساحل الشمالي الشرقي (1745) أثناء حرب الملك جورج، التي استمرت من 19 يوليو حتى 5 سبتمبر 1745. فبعد مرور ثلاثة أسابيع من فرض حصار لويزبورج (1745) البريطاني، قام تحالف وباناكي في مستعمرة أكاديا بالانتقام ع طريق مهاجمة مستعمرات إنجلترا الجديدة بامتداد ساحل ولاية مين الحالية أسفل نهر كنيبيك، الذي كان يشكل الحدود السابقة لمستعمرة أكاديا. فهاجموا مستعمرات الإنجليزية على ساحل ولاية مين الحالية بين بيرويك وسانت جورج (توماستون، مين) وخلال شهرين، وقعت 11 غارة - حيث تعرضت كل قرية على الحدود للهجوم. كانت كاسكو (التي تُعرف أيضًا باسم فالماوث وبورتلاند) بمثابة المستعمرة الرئيسية.

## الخلفية
بعد وقوع هجومين على أنابوليس رويال سنة 1744، منَّ الحاكم وليام شيرلي بالعفو على أهالي بساماكودي وميكماك وماليسيت في يوم 20 أكتوبر. وفي العام التالي، خلال الحملة، وتحديدًا في يوم 23 أغسطس سنة 1745، أعلن شيرلي الحرب على باقي حلف وباناكي - قبائل بينوبسكوت وكنيبيك.
وردًا على الحملة ضد لويزبورج التابعة لإنجلترا الجديدة، والتي أنهت أعمالها في يونيو 1745؛ قام حلف وباناكي بالانتقام من خلال مهاجمة حدود إنجلترا الجديدة. وقد أعدّت إنجلترا الجديدة نفسها لمثل هذا الهجوم من خلال تخصيص قوة إقليمية قوامها 450 فردًا للدفاع عن الحدود. وبعد بدء الهجمات، رفعت إنجلترا الجديدة عدد جنودها إلى 175 رجلًا. وقد أقامت ولاية ماساتشوستس حصونًا عسكرية على طول الحدود مع مستعمرة أكاديا : حصن جورج في برانزويك (1715), حصن سانت جورج في توماستون (1720), وحصن ريتشموند (1721) في ريتشموند. وتم إنشاء حصن فريدريك في بيماكويد (بريستول، مين).

## الحملة
بدأت الحملة في التاسع عشر من يوليو، عندما هاجم جنود ميكماك من نوفا سكوشا وماليسيت وبعض من سانت فرانسوا حصن سانت جورج ونيوكاسل. فأضرموا النيران في العديد من المباني وقتلوا الماشية وأسروا أحد القرويين. وقتلوا أيضًا شخصًا في سوك أو. وفي الوقت ذاته، هاجم أهالي بينوبسكوت ونوريجويك حصن فريدريك في بيماكويد. وأسروا امرأة، مما أزعج الحامية، إلا أنها تمكنت من الهرب. وفي نفس الشهر قتلوا صبيًا في توبشام ورجلًا في مدينة نيو ميدوس. وأيضًا في نفس الشهر، هاجم ثلاثون فردًا من حلف وباناكي نورث يارموث وقتلوا رجلًا. وفي فلاينج بوينت، قتلوا ثلاثة أفراد من أسرة واحدة، وأخذوا إحدى بنات الأسرة سجينة إلى كندا. وخلال هذه الغارة على فلاينج بوينت، قتلوا أيضًا رجلًا واحدًا، وأسروا آخر، بينما هرب رجل ثالث. وتعرضت حامية سانت جورج في توماستون للهجوم مجددًا، وقُتل مجموعة من الرجال، بينما تم أسر ثلاثة رجال آخرين. كما أُسرت امرأتان بالقرب من الحامية :، أُخذت إحداهما إلى كندا، بينما هربت الأخرى. كما قاموا بمهاجمة سكاربورو حيث قُتل رجلٌ واحد. ثم بعد ذلك، وفي شيبسكوت، قاموا بمهاجمة المكان فقتلوا اثنين وجرحوا واحدًا. وفي سبتمبر، هجمت خمس قبائل ضمن الحلف على توماستون (سانت جورج) للمرة الثالثة، حيث قتلوا فردين ثم سلخوهما.

## في أعقاب الهجوم
وردًا على هذه الأحداث، أرسل شيرلي المزيد من القوات والذخائر الحربية إلى جبهة مين خلال الشتاء لتوقعه حدوث حملة حلف وباناكي خلال ربيع سنة 1746. وكان هناك تسع غارات في حملة 1746 ، واثنتا عشرة غارة في حملة الساحل الشمالي لسنة 1747.